# لشکر ۳۲ انصارالحسین

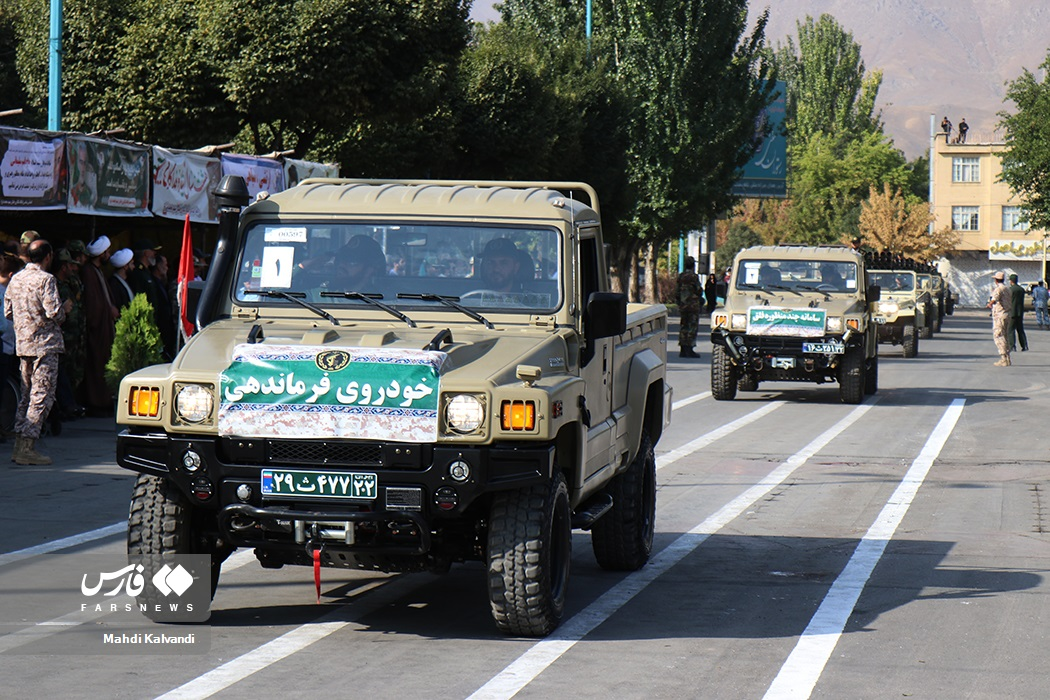
رژه ستون خودرویی لشکر ۳۲ انصار به‌مناسبت سالگرد جنگ ایران و عراق در سال ۱۴۰۱، همدان

لشکر عملیاتی ۳۲ انصارالحسین یا به اختصار لشکر ۳۲ انصارالحسین از لشکرهای پیاده‌نظام نیروی زمینی سپاه پاسداران انقلاب اسلامی است، که ستاد فرماندهی و پادگان آن در شهر همدان مستقر می‌باشد.
پیشینه شکل‌گیری این یگان به اسفندماه ۱۳۶۱ و در خلال جنگ ایران و عراق، تحت عنوان تیپ ۳۲ انصارالحسین در پادگان الله‌اکبر بازمی‌گردد و نخستین فرمانده آن حسین همدانی بود. این یگان در طول جنگ، در ۵۶ عملیات شرکت داشت. هم‌اکنون سرتیپ‌دوم پاسدار علی والی راستی فرماندهی لشکر ۳۲ انصارالحسین همدان را برعهده دارد.